# Leucochrysa (Nodita) zapotina
Leucochrysa (Nodita) zapotina is een insect uit de familie van de gaasvliegen (Chrysopidae), die tot de orde netvleugeligen (Neuroptera) behoort. 
Leucochrysa (Nodita) zapotina is voor het eerst wetenschappelijk beschreven door Navás in 1913.